# Parque nacional de Tham Pla-Namtok Pha Suea
El parque nacional de Tham Pla-Namtok Pha Suea (en tailandés, อุทยานแห่งชาติน้ำตกแม่สุรินทร์) es un área protegida de Tailandia, en la provincia de Mae Hong Son. Se extiende por una superficie de 511 kilómetros cuadrados.
El paisaje está formado por cuevas, cascadas y terreno montañoso inclinado. La principal atracción del parque es la "cueva del pez", Tham Pla, una cueva llena de agua que alberga cientos de carpas de la especie Neolissochilus soroides. Entre las cascadas se encuentra la que da nombre al parque, Pha Suea con 15 metros de alto. 